# Sida cordifolioides
Sida cordifolioides là một loài thực vật có hoa trong họ Cẩm quỳ. Loài này được K.M. Feng miêu tả khoa học đầu tiên năm 1982.